# Henry Nielsen
Henry Nielsen (Dinamarca, 2 de octubre de 1910-18 de noviembre de 1969) fue un atleta danés especializado en la prueba de 10000 m, en la que consiguió ser medallista de bronce europeo en 1938.

## Carrera deportiva
En el Campeonato Europeo de Atletismo de 1934 ganó la medalla de bronce en los 10000 metros, llegando a meta en un tiempo de 31:27.4 segundos, tras los finlandeses Ilmari Salminen y Arvo Askola (plata).